# Alberto Varanda
Pour les articles homonymes, voir Alberto et Varanda.
Alberto Varanda, né le 1er novembre 1965 à Arcozelo au Portugal, est un illustrateur et dessinateur de bande dessinée français.

## Biographie
Il est l'auteur d'illustrations pour plusieurs jeux de rôles des années 1980 à 90, dont In Nomine Satanis - Magna Veritas et Bloodlust, ainsi que de plusieurs séries de bande dessinée, dont Reflets d'écume, Bloodline, La Geste des Chevaliers-dragons, Paradis perdu et Élixirs.

## Œuvres

### Bandes dessinées
- Reflets d'écume (1994)
- La 22 millième dimension, C.S.Vermandois (1994)
- Bloodline, Vents d'Ouest :

1. Lune rouge, 1997  (ISBN 2-86967-640-9)[1].
2. La Traque, 1998  (ISBN 2-86967-641-7).
3. Passé recomposé, 1998  (ISBN 2-86967-713-8).
4. Entre les mondes, 2002  (ISBN 2-86967-713-8).

- La Geste des Chevaliers-dragons, Vents d'Ouest

1. Jaïna[2] (1998)

- Paradis perdu, Soleil Productions :

1. Enfer, 2002  (ISBN 2-84565-024-8).

- Élixirs, Soleil Productions :

1. Le Sortilège de Loxullio, 2005  (ISBN 2-84565-951-2)[3].
2. Le Secret du Glupion, 2008  (ISBN 978-2-302-00190-9)[4].
3. Le Souffle du Néant, 2013  (ISBN 978-2-302-01351-3)[5].

- Sur les traces de Luuna 2, Soleil Productions (2009)
- Petit Pierrot, Soleil Productions

1. Décrocher la Lune (2010)
2. Approcher les étoiles (2011)
3. Des étoiles plein les yeux (2014)

- La Mort Vivante[6],[7],[8], Comix Buro (2018)

### Bandes dessinées collectives
- Dinosaures (1995)
- L'or des fous (coffret album BD et CD de Lavilliers) (2000)[9],[10]
- Les Chansons de M. Eddy (2003)[11]
- Calliope spécial (Carnets de croquis) (2003)
- Chansons illustrées de Patrick Bruel (2005)
- Les Chansons de Gainsbourg (Volutes 2 : Melody & Marilou) (2006)
- Paroles de Verdun, collectif, Soleil Productions (2007)